# محمد أحمد مشاط
محمد أحمد مشاط (مواليد سنة 1945) هو شاعر وكاتب وروائي سعودي.

## مولده وتعليمه
وُلد في مدينة جدة السعودية سنة 1945. بعد أن أنهى دراسته الابتدائية والمتوسطة والثانوية في مكة والمدينة المنورة، سافر إلى الولايات المتحدة للدراسة، وحصل على بكالوريوس في الرياضيات من جامعة تكساس في أوستن، وماجستير علوم في الإدارة من معهد آرثر دي ليتل للعلوم الإدارية بمدينة كامبردج، ودبلوم في علوم الإدارة البترولية من المعهد نفسه.

## مناصبه
- نائب الرئيس للمبيعات الدولية بالشركة السعودية للتسويق والتكرير (سمارك).
- نائب الرئيس لمدينة رابغ الصناعية بشركة سمارك.
- المدير العام للعمليات بخط أنابيب الزيت الخام (بترولاين).
- المدير العام لمشروع التجهيزات الأساسية برابغ
- مدير شؤون أرامكو السعودية بالمنطقة الغربية.
- مدير العلاقات العامة بشركة أرامكو السعودية.
- عضو مجلس الإدارة بمؤسسة المدينة للصحافة والطباعة والنشر.[2]

## أعماله[3]
- 2011: بمداد من ذهب أسود: قصة النفط في المملكة العربية السعودية
- 2012: المشي بلا ظل (ديوان شعري)
- 2013: جبل السبع بنات
- 2014: متعة تبسيط الاقتصاد
- 2017: سيدة بمعطف من صبر
- 2018: أخت عباس ومستشار الرئيس
- 2019: غداً.. سوف تكبر - قصة غربتي أيام طفولتي
- 2019: الشدو بإيقاع خماسي (ديوان شعري)
- 2020: مفاوض بلا صلاحيات